# Europejskie Igrzyska Halowe w Lekkoatletyce 1967 – sztafeta 1+2+3+4 okrążenia kobiet
Sztafeta szwedzka 1+2+3+4 okrążenia kobiet – jedna z konkurencji biegowych rozgrywanych podczas lekkoatletycznych europejskich igrzysk halowych w hali Sportovní hala w Pradze. Rozegrano od razu bieg finałowy 12 marca 1967. Długość jednego okrążenia wynosiła 160 metrów. Zwyciężyła reprezentacja Związku Radzieckiego. Konkurencja ta po raz pierwszy pojawiła się w programie igrzysk.

## Rezultaty

### Finał
Do rywalizacji przystąpiły trzy sztafety. Zespół Czechosłowacji został zdyskwalifikowany, więc przyznano tylko dwa medale.
Opracowano na podstawie materiału źródłowego.
| Miejsce | Reprezentacja  | Zawodniczki                                                                | Czas   |
| ------- | -------------- | -------------------------------------------------------------------------- | ------ |
| 1       | ZSRR           | Wałentyna Bolszowa, Wira Popkowa, Tatjana Arnautowa, Nadieżda Sieropiegina | 3:35,6 |
| 2       | Jugosławia     | Marijana Lubej, Ika Maričić, Ljiljana Petnjarić, Gizela Farkaš             | 3:37,5 |
| –       | Czechosłowacja | Eva Lehocká, Anna Majtánová, Anna Chmelková, Věra Bušová                   | DQ     |